# Backa, Kungsbacka kommun
Backa är en bebyggelse i Kungsbacka kommun i Hallands län. Sydvästra delen utgjorde till 1995 en separat småort med namnet Skiftekärr + Stockamad. Nordvästra delen utgjorde till 1995 en separat småort med namnet Norby och Torås. Nordöstra delen av bebyggelsen utgörs av Vallda kyrkby. Området avgränsades fram till 2010 som en separat tätort, från 2015 räknas det till tätorten Vallda. 

## Befolkningsutveckling
| Befolkningsutvecklingen i Backa 1975–2010          | Befolkningsutvecklingen i Backa 1975–2010 | Befolkningsutvecklingen i Backa 1975–2010 | Befolkningsutvecklingen i Backa 1975–2010 | Befolkningsutvecklingen i Backa 1975–2010 |
| -------------------------------------------------- | ----------------------------------------- | ----------------------------------------- | ----------------------------------------- | ----------------------------------------- |
|                                                    |                                           |                                           |                                           |                                           |
| År                                                 |                                           |                                           | Folkmängd                                 | Areal (ha)                                |
| 1975                                               | 1975                                      |                                           | 308                                       |                                           |
| 1980                                               | 1980                                      |                                           | 294                                       |                                           |
| 1990                                               | 1990                                      |                                           | 846                                       | 65                                        |
| 1995                                               | 1995                                      |                                           | 1 464                                     | 140                                       |
| 2000                                               | 2000                                      |                                           | 1 455                                     | 140                                       |
| 2005                                               | 2005                                      |                                           | 1 516                                     | 141                                       |
| 2010                                               | 2010                                      |                                           | 1 547                                     | 141                                       |
| Anm.: Ny tätort 1975. Sammanvuxen med Vallda 2015. |                                           |                                           |                                           |                                           |